# Jonas Coreelman
Jonas Coreelman (19 juli 1991) is een Belgisch voormalig zwemmer gespecialiseerd in de schoolslag. Hij had een tijdlang het Belgisch record op de 200 m schoolslag zowel in klein bad als groot bad in handen. Hij moest die records enkele maanden na zijn zwempensioen afstaan aan Basten Caerts.
In december 2016 zette hij een punt achter zijn zwemcarrière.

## Belangrijkste prestaties
Coreelman nam in 2009 deel aan de Europese kampioenschappen voor de jeugd. Zowel op de 100m als op de 200m schoolslag strandde hij in de voorrondes.
| Jaar | Olympische Spelen | WK langebaan  | WK kortebaan                                               | EK langebaan                                                  | EK kortebaan                                                                    |
| ---- | ----------------- | ------------- | ---------------------------------------------------------- | ------------------------------------------------------------- | ------------------------------------------------------------------------------- |
| 2011 |                   | geen deelname |                                                            |                                                               | 12e 200m schoolslag 6e 4x50m wisselslag                                         |
| 2012 | geen deelname     |               | geen deelname                                              | 18e 200m schoolslag                                           | 11e 200m schoolslag                                                             |
| 2013 |                   | geen deelname |                                                            |                                                               | 23e 200m schoolslag 15e 4x50m wisselslag                                        |
| 2014 |                   |               | geen deelname                                              | geen deelname                                                 |                                                                                 |
| 2015 |                   | geen deelname |                                                            |                                                               | 30e 50m schoolslag 26e 100m schoolslag 16e 200m schoolslag 12e 4x50m wisselslag |
| 2016 | geen deelname     |               | 41e 50m schoolslag 31e 100m schoolslag 16e 200m schoolslag | 34e 100m schoolslag 21e 200m schoolslag 10e 4x100m wisselslag |                                                                                 |

## Persoonlijke records
(Bijgewerkt tot en met 7 november 2017)

### Kortebaan
| Afstand         | Tijd    | Datum            | Plaats      |
| --------------- | ------- | ---------------- | ----------- |
| 50m schoolslag  | 27,34   | 22 oktober 2016  | Aken        |
| 100m schoolslag | 59,15   | 6 december 2016  | Windsor     |
| 200m schoolslag | 2.06,83 | 23 november 2014 | Montpellier |

### Langebaan
| Afstand         | Tijd    | Datum         | Plaats    |
| --------------- | ------- | ------------- | --------- |
| 50m schoolslag  | 28,66   | 26 juli 2013  | Antwerpen |
| 100m schoolslag | 1.02,74 | 26 april 2014 | Antwerpen |
| 200m schoolslag | 2.12,97 | 27 april 2014 | Antwerpen |